# اینگه دوم نروژ

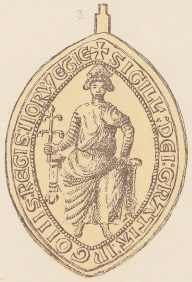
اینگه دوم نروژ

اینگه دوم نروژ (انگلیسی: Inge II of Norway؛ ۱۱۸۵ – 23 april ۱۲۱۷ (۳۱−۳۲ سال)) یک پادشاه نروژ اهل نروژ بود.